# René Clemencic
René Clemencic   (Viena, 27 de febrer de 1928 - Viena, 8 de març de 2022) va ser un compositor austríac, flauta de bec, clavicèmbal, director i intèrpret de clavicordi.
El 1958 va fundar Musica Antiqua (coneguda després de 1959 com Ensemble Musica Antiqua) per interpretar música antiga amb instruments d'època. Més tard, el 1968, va fundar el Clemencic Consort.

## Composicions
- Meraviglia 1969[4]
- Molière Música cinematogràfica de la pel·lícula d'Ariane Mnouchkine (1978)
- Missa Mundi en llatí, a cinc veus i orquestra (1981)
- Unus Mundus (1986)
- Ballet de Drachenkampf (1987)
- Oratori de la càbala en hebreu (1992)
- Òpera de cambra Der Berg (1993)
- Apokalypsis, Oratori sobre el text grec de la Revelació de Joan (1996)
- Stabat Mater - (2001)
- Monduntergang - Operelle per al sirene Operntheater (2007)
- Nachts unter der steinernen Brücke - Òpera de cambra per al sirene Operntheater (2009)
- Harun und Dschafar - Òpera de cambra per al sirene Operntheater (2011)
- Gilgamesch - Oratori per al sirene Operntheater (2015)

## Enregistraments seleccionats
- Carmina Burana 5 LPs, 1975, reedició 3CDs Harmonia Mundi France.